# Glenea niveipectus
Glenea niveipectus é uma espécie de escaravelho da família Cerambycidae. Foi descrita por Per Olof Christopher Aurivillius em 1926.

## Subespecie
- Glenea niveipectus albovittula Breuning, 1956
- Glenea niveipectus niveipectus Aurivillius, 1926
- Glenea niveipectus viridivittata Breuning, 1956